# Các phân nhánh phụ của heavy metal
Heavy metal có một số tiểu thể loại sau:
- Alternative metal
- Avant-garde metal
- Black metal
- Christian metal
- Crust punk
- Death metal
- Doom metal
- Drone metal
- Extreme metal
- Folk metal
- Funk metal
- Glam metal
- Gothic metal
- Grindcore
- Groove metal
- Industrial metal
- Metalcore
- Melodic Death Metal
- Neo-classical metal
- Nu metal
- Post-metal
- Power metal
- Progressive metal
- Rap metal
- Sludge metal
- Southern Metal
- Speed metal
- Stoner metal
- Symphonic metal
- Technical Death Metal
- Thrash metal
- Traditional heavy metal
- Viking metal